# 乔恩·安德鲁斯
乔恩·安德鲁斯（英語：Jon Andrews，1967年4月26日—），新西兰男子自行车运动员。他曾代表新西兰参加1990年英联邦运动会自行车比赛，获得一枚铜牌。他也曾参加1992年夏季奥运会。